# Elvir Laković Laka
Elvir Laković, anche noto come Laka (Goražde, 15 marzo 1969), è un cantante bosniaco.
Ha partecipato all'Eurovision Song Contest 2008 come rappresentante della Bosnia-Erzegovina presentando il brano Pokusaj.